# Canthidium andersoni
Canthidium andersoni är en skalbaggsart som beskrevs av Kohlmann och M. Alma Solis 2006. Canthidium andersoni ingår i släktet Canthidium och familjen bladhorningar. Inga underarter finns listade.